# ベクタン点

△ABC
外側の正方形(中心は Oa, Ob, Oc)
AOa, BOb, COc(外ベクタン点 X485で交わる)と九点円 (中心はX5)
内側の正方形(中心はIa, Ib, Ic)
AIa, BIb, CIc (内ベクタン点 X486で交わる)
ベクタン点と九点円の中心を結ぶ直線

ユークリッド幾何学において、 ベクタン点（ベクタンてん、ヴェクタン点、英:Vecten points）は三角形の中心の一つである。三角形の辺を一辺とする内側または外側の正方形の中心が成す三角形との配景の中心として定義される。
ベクタン点の名称は、ジェルゴンヌとともにニームで教師をした19世紀のフランスの数学者ベクタンが1817年に研究したことに由来する。

## 外ベクタン点
△ABC について、BC, CA, ABを一辺に持つ外側の正方形の中心をそれぞれOa, Ob, Ocとする。AOa, BOb, COc は共点でその点を外ベクタン点（Outer Vecten point,First Vecten point）という。外ベクタン点の三線座標は以下の式で与えられる。
{\displaystyle \sec(A-{\frac {\pi }{4}}):\sec(B-{\frac {\pi }{4}}):\sec(C-{\frac {\pi }{4}})}
クラーク・キンバリングの「Encyclopedia of Triangle Centers」ではX(485)として登録されている。単にベクタン点と言う場合は外ベクタン点を指す。

### 外ベクタン三角形
△OaObOcを外ベクタン三角形（Outer Vecten Triangle）という。外ベクタン三角形の重心は元の三角形の重心と一致する。また外ベクタン三角形の垂心は外ベクタン点となる。

## 内ベクタン点
△ABC について、BC, CA, ABを一辺に持つ内側の正方形の中心をそれぞれIa, Ib, Icとする。AIa, BIb, CIc は共点でその点を内ベクタン点（Inner Vecten point,Second Vecten point）という。内ベクタン点の三線座標は以下の式で与えられる。
{\displaystyle \sec(A+{\frac {\pi }{4}}):\sec(B+{\frac {\pi }{4}}):\sec(C+{\frac {\pi }{4}})}
クラーク・キンバリングの「Encyclopedia of Triangle Centers」ではX(486)として登録されている。

### 内ベクタン三角形
△IaIbIcを内ベクタン三角形（Inner Vecten Triangle）という。内ベクタン三角形の重心は元の三角形の重心と一致する。また内ベクタン三角形の垂心は内ベクタン点となる。

## 特徴
- X485,X486 九点円の中心、類似重心は共線である。
- ベクタン点はキーペルト双曲線上にある。
- ベクタン点の等角共役点は剣持点である。
- BC, CA, ABを一辺に持つ外側の正方形をそれぞれBAbAcC, CBcBaA, ACaCbBとする。直線BaCa,CbAb,AcBc（flank lines）の直極点をそれぞれQA,QB,QCとすると、AQA,BQB,CQCはX485で交わる[2]。それぞれ、BAbAcC, CBcBaA, ACaCbBを一辺に持つ△ABaCa,△BCbAb,△CAcBc（flank triangles）に対して外側の正方形の中心と、A,B,Cを結んだ直線もまたX485で交わる[4]。X486に関しても同様である。
- AbAc,BcBa,CaCbの成す三角形（Grebe triangle[10]）と元の三角形の配景の中心は類似重心である。エルンスト・ヴィルヘルム・グリーブ（ドイツ語版）が発見した。そのためドイツでは、類似重心はグリーブ点（Grebe point）とも呼ばれる。

## 関連
- ナポレオン点
- フェルマー点
- ボッテマの定理
- フィンスラー・ハドヴィッガーの定理